# Leon Hirszman
Leon Hirszman (ur. 22 listopada 1937 w Rio de Janeiro, zm. 15 września 1987 tamże) – brazylijski reżyser, scenarzysta i producent filmowy, jedna z czołowych postaci nurtu Cinema Novo w kinie brazylijskim. 
Zasłynął zwłaszcza dwoma filmami z aktorką Fernandą Montenegro w roli głównej. W Nieboszczce (1965) miała ona swój ekranowy debiut. Drugim obrazem był dramat o dylematach działaczy związkowych Nie noszą krawatów (1981), wyróżniony Nagrodą Specjalną Jury oraz Nagrodą FIPRESCI na 38. MFF w Wenecji.
Hirszman zasiadał w jury konkursu głównego na 40. MFF w Wenecji (1983). Zmarł w wyniku komplikacji po AIDS w wieku 49 lat.